# Jungle Cruise
Cet article concerne l'attraction. Pour le film, voir Jungle Cruise (film).
Jungle Cruise ou Jungle River Cruise (à Hong Kong Disneyland) est une attraction des parcs à thèmes de Disney. C'est l'une des plus anciennes attractions et l'une des plus appréciées. Elle consiste en une croisière dans la (ou les) jungle(s) à bord de petits bateaux au milieu d'animaux « sauvages » mais rieurs.

## Le concept
Au début des années 1950, Walt Disney voulait une attraction synthétisant les pays exotiques pour Disneyland, le premier de ses Royaumes enchantés. L'un des imagineers, Harper Goff, qui avait travaillé sur Vingt Mille Lieues sous les mers (1954), lui proposa de se baser sur le film L'Odyssée de l'African Queen (The African Queen, 1951) avec Katharine Hepburn et Humphrey Bogart. Adventureland est en réalité la seule zone non issue des productions Disney. L'émission Disneyland présentait cette zone comme issue de la série de documentaires animaliers True-Life Adventures, la zone étant nommée dans les versions de travail True-Life Adventureland.
L'attraction est un résumé des grandes rivières exotiques du monde. On peut citer le Nil, l'Irrawaddy, le Mékong et le Congo. Chaque fleuve possède une ou plusieurs sections qui lui sont associées. Un temple birman en ruine, des éléphants d'Afrique ponctuent le décor.
Pour l'attraction Jungle Cruise, l'imagineer Harper Goff dut reproduire dans un bac à sable la forme de l'attraction avec ses empreintes de pieds afin d'aider les ouvriers à reproduire les formes avec des excavateurs et des pelles. Goff utilisa aussi des orangers déracinés de l'orangerie où fut construit le parc, recouverts de bromelias pour simuler les premiers arbres exotiques en attendant que des espèces s'acclimatent ou faisant illusion grandissent.

### Évolution de l'attraction
D'après plusieurs auteurs, inspirés par le succès de la série de documentaires, Walt Disney aurait voulu de vrais animaux,. Mais il semble que même si l'idée lui vint, les difficultés pour avoir ces animaux toujours présents devant les spectateurs furent si nombreuses qu'il y renonça rapidement,. L'idée fut reprise plus tard pour les Kilimanjaro Safaris de Disney's Animal Kingdom, un safari en jeep. Afin de résoudre ce problème, des animaux mécaniques furent utilisés puis des audio-animatronics. Wathel Rogers est gratifié pour son travail sur les mécanismes de Jungle Cruise par une plaque placée sur une cage dans la version de Floride de l'attraction. Le Magic Kingdom et Tokyo Disneyland possèdent une version différente de l'audio-animatronic Trader Sam ainsi qu'une scène à l'intérieur du temple.
En 1962, Walt Disney demande à Marc Davis de faire le tour du parc et de voir les améliorations à y apporter, celui-ci note que Jungle Cruise manque d'humour et est alors chargé d'y remédier.
Bill Evans est lui crédité dans ce même parc d'une enseigne d'une société fictive, la Evans Exotic Plant Exporters. Les scènes humoristiques de l'attraction (éléphants, crocodiles, singes musiciens et autres pygmées) sont l'œuvre de Marc Davis, souvent reprises à l'identique de ses esquisses.
En France l'attraction n'a jamais été construite. À cela plusieurs raisons sont avancées :
- la première raison officielle est climatique et technique. La France ne permet pas de concevoir des attractions avec des audio-animatronics en extérieur. L'humidité aurait forcé à fermer trop souvent l'attraction.
- une autre raison officielle serait dû à l'existence en Europe de plusieurs attractions similaires, celle de Disney n'aurait rien apporté de neuf[7],[N 1].
- une moins officielle serait idéologique. Certaines scènes de l'attraction montrent des actions qui aurait été censurées par la morale. Ainsi la scène du repas, des cannibales sont dépeins tels des pygmées dignes des caricatures des années 1950 qui attaquent des explorateurs perchés sur un totem pour fuir, cela aurait été purement interdit.
- certains affirment que ce serait un refus des européens de considérer une croisière comme une attraction à part entière. Mais le succès des Pirates of the Caribbean dément cette idée.

Tony Baxter déclare que l'attraction était prévue à l'origine pour le parc français. À la suite de plusieurs voyages en Europe pour voir ce qui existait dans les parcs du continent, les équipes Disney constatent que de nombreux parcs se sont inspirés de Jungle Cruise pour créer leur propre version. Avec comme argument que le public aurait pu imaginer que Disney aurait copié les attractions européennes pour construire leur parc, le projet est supprimé.
En 1993, avec l'ouverture prévue en 1995 de l'attraction Indiana Jones Adventure à Disneyland, les bateaux de l'attraction sont rénovés et modifiés afin d'avoir un thème plus proche des ruines adjacentes, les toits blanc et rouge en toile étant remplacés par un toit à l'aspect vieilli.
En 2005 la Walt Disney Company annonce qu'un film serait produit sur cette attraction qui fait donc suite à ceux sur les Pirates of the Caribbean, la Haunted Mansion/Phantom Manor et le Country Bear Jamboree. Le film sort en juillet 2021.
En 2013, l'Oriental Land Company annonce un remaniement total de l'attraction afin de proposer l'arrivée d'une nouvelle version, avec de nouveaux effets spéciaux, de nouveaux éclairages et d'une nouvelle bande-son musicale.

## Les différentes attractions

### Disneyland
L'attraction adopte un parcours sinueux fait de nombreuses courbes reliées entre elles. Elle était l'une des plus attendues lors de l'ouverture du parc Disneyland en 1955 en raison des nombreux documentaires et publicitaires diffusés dans l'émission Disneyland.
- Ouverture : 17 juillet 1955 (avec le parc)
- Superficie : 2 ha
- Amélioration importante : 4
  - 1962 - Le bassin des éléphants indiens[7]
  - 1964 - Les scènes du Veldt africain et du Safari Perdu[7]
  - 1976 - Sept scènes avec 31 personnages[7]
  - 1994 (juin) - File d'attente de l'embarcadère construite sur deux niveaux et réduction du canal pour construire l'entrée d'Indiana Jones Adventure[7]
  - 2005 - Reconstruction de la zone de l'attraction et addition de la scène des piranhas
- Bateaux : 12 (Amazon Belle, Congo Queen, Ganges Gal, Hondo Hattie, Irrawaddy Woman, Kissimmee Kate, Nile Princess, Ornioco Adventuress, Swannee Lady, Ucayali Una, Yangtze Lotus et Zambezi Miss)
- Bateaux débaptisés : 2 en 1999 (Magdalena Maiden et Mekong Maiden)
- Gamme de ticket : "C" (1955-1956) puis "D" (1956-1959) et "E" (1959-1982)
- Type d'attraction : Croisière scénique
- Coordonnées : 33° 48′ 41″ N, 117° 55′ 12″ O

 Cette attraction a ouvert avec le parc Disneyland, c'est une attraction du Disneyland d'origine

### Magic Kingdom
L'attraction adopte un parcours sinueux fait de nombreuses courbes reliées entre elles. La rivière est la même que celle entourant la place centrale du parc et passant au pied du château de Cendrillon. Les espèces végétales ont été sélectionnées par Bill Evans pour donner la sensation de jungle tropicale mais pouvant supporter les hivers de Floride.
Cette attraction bénéficie du système FastPass
- Ouverture : 1er octobre 1971 (avec le parc)
- Capacité de la rivière : 6 623 750 litres d'eau
- Amélioration importante :
  - 1994 - Rénovation, agrandissement et ombrage de la file d'attente[6]
  - 1998 - Le décor fut modifié pour lui donner un aspect plus ancien et plus usagé et plusieurs bateaux renommés[2].
- Bateaux : 16 (Amazon Annie, Bomokandi Bertha, Congo Connie, Ganges Gertie, Irrawaddy Irma, Kwango Kate, Mongala Millie, Nile Nelly, Orinoco Ida, Rutshuru Ruby, Sankuru Sadie, Senegal Sal, Ucyali Lolly, Volta Val, Wamba Wanda et Zambesi Zelda)
- Durée de l'attraction : 9 min 05 s
- Type d'attraction : Croisière scénique
- Situation : 28° 25′ 05″ N, 81° 35′ 00″ O

### Tokyo Disneyland

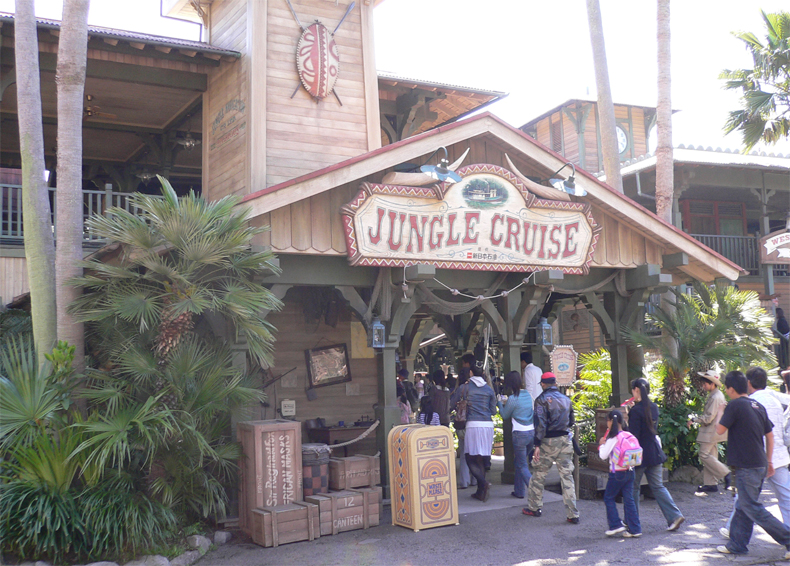
L'entrée de Jungle Cruise à Tokyo Disneyland

L'attraction se base sur celle du Magic Kingdom, mais l'entrée est surmontée par la gare du train à vapeur.
- Ouverture : 15 avril 1983 (avec le parc)
- Bateaux : 13 (Amazon Annie, Congo Connie, Ganges Gertie, Irrawaddy Irma, Kwango Kate, Nile Nelly, Orinoco Ida, Rutshuru Ruby, Sankuru Sadie, Senegal Sal, Volta Val, Wamba Wanda, Zambezi Zelda)
- Durée de l'attraction : 9 min 50 s
- Type d'attraction : Croisière scénique
- Situation : 35° 38′ 02″ N, 139° 52′ 56″ E

### Hong Kong Disneyland

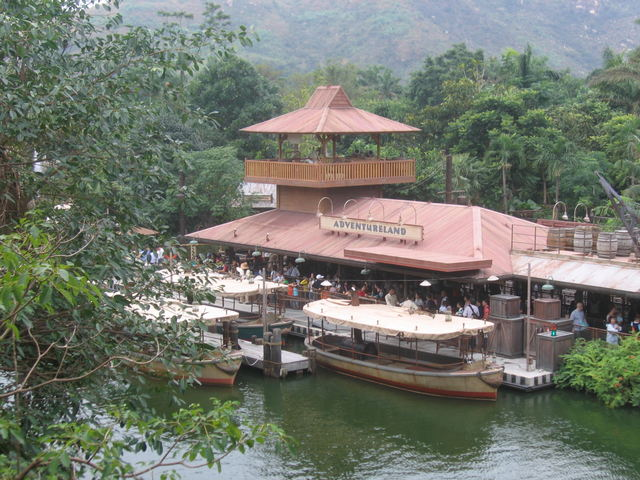
Jungle River Cruise à Hong Kong Disneyland

Jungle River Cruise ne possède pas de parcours sinueux car elle entoure l'île principale du pays, baptisée Tarzan's Island, accessible en raft et sur laquelle s'élève l'arbre de Tarzan's Treehouse. Contrairement à ses consœurs, le parcours de Hong Kong présente des effets aquatiques et pyrotechniques en fin de croisière.
- Ouverture : 12 septembre 2005 (avec le parc)
- Bateaux : 9 (Amazon Annie, Congo Queen, Ganges Gal, Irrawaddy Irma, Lijiang Lady, Mekong Maiden, Nile Nellie, Yangzi Ying Ying, The Libby, Zambezi Zelda)
- Durée de l'attraction : 8 min
- Type d'attraction : Croisière scénique
- Situation : 22° 18′ 41″ N, 114° 02′ 28″ E

## Adaptation cinématographique
Le 19 août 2015, Disney Pictures annonce la participation de Dwayne Johnson dans l'adaptation cinématographique de l'attraction Jungle Cruise,,. Le 31 juillet 2017, Disney Pictures engage Jaume Collet-Serra pour réaliser le film adapté de Jungle Cruise,.